# 파비아 대학교

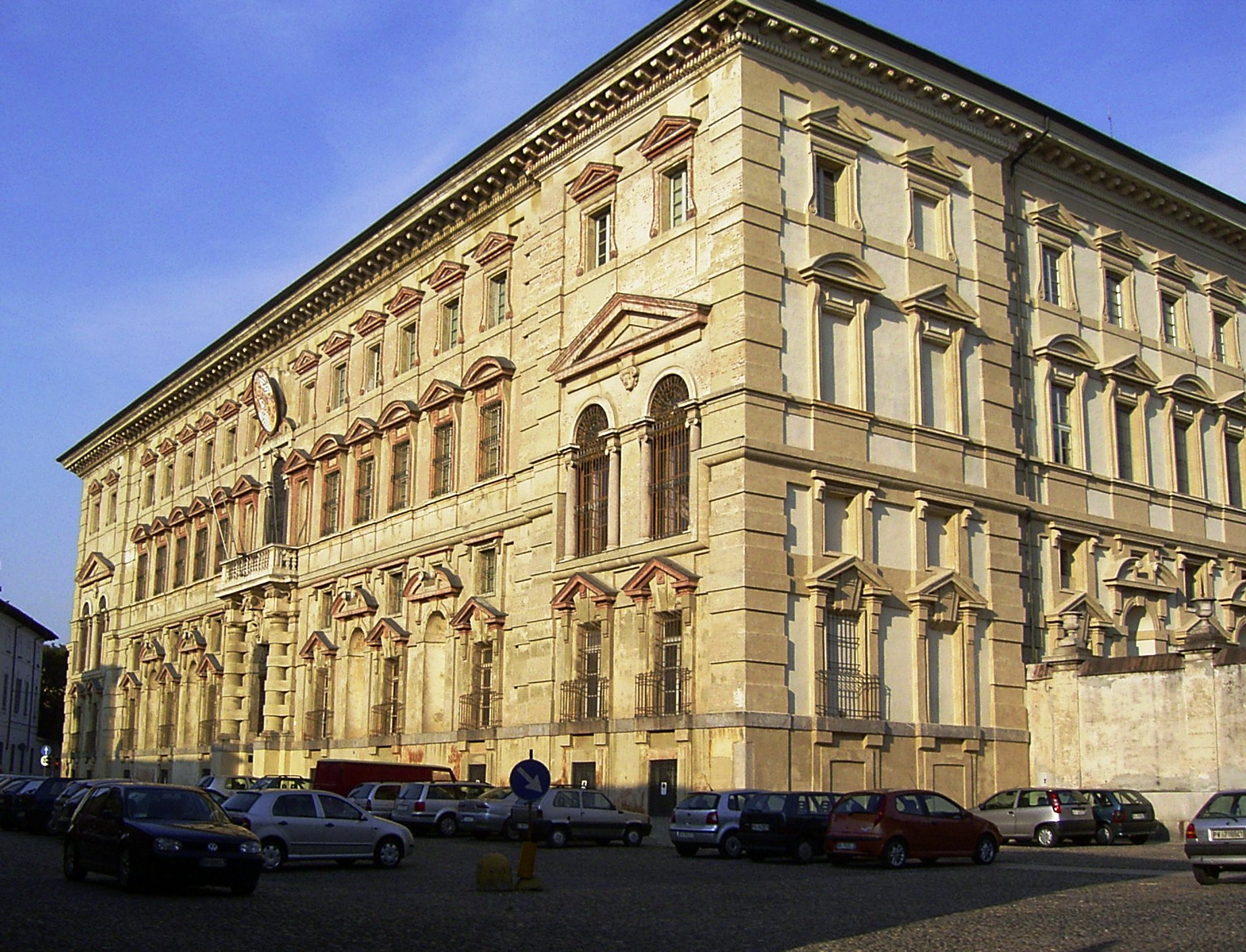
파비아 대학교 보로메오(Borromeo) 캠퍼스

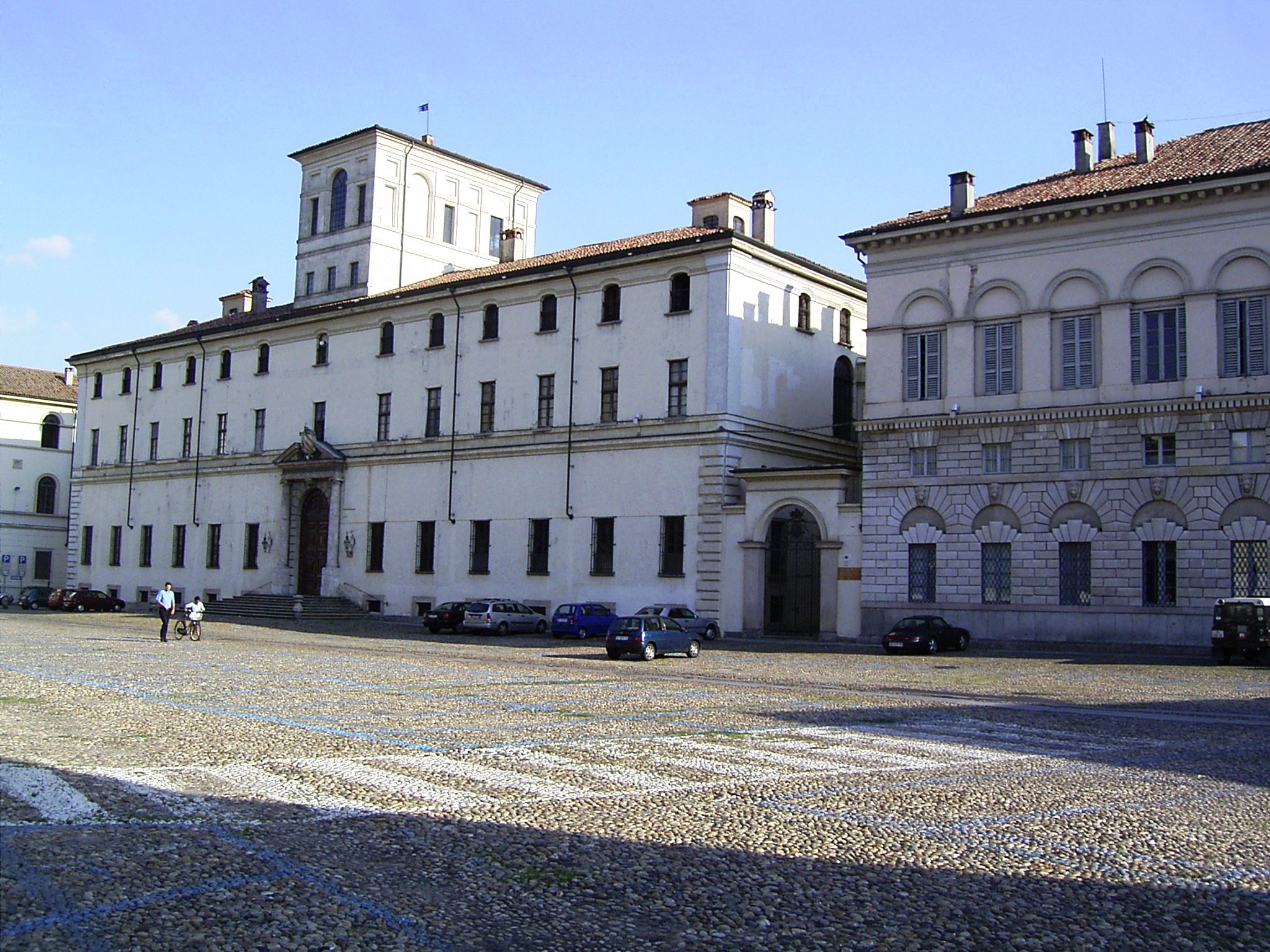
파비아 대학교 기슬리에리(Ghislieri) 캠퍼스

파비아 대학교(이탈리아어: Università degli Studi di Pavia 우니베르시타 델리 스투디 디 파비아[*])는 이탈리아 롬바르디아주 파비아에 위치한 공립 대학이다. 이탈리아 대학들을 선도하는 주요 명문대학 중 하나이다.
825년 중프랑크 왕국의 국왕이자 신성 로마 제국의 황제인 로타리우스 1세가 파비아에 설립한 고등 교육 학교가 전신이다. 이 학교는 신학, 천문학, 법학을 전문으로 가르치는 학교였다. 1361년에 종합 대학교가 설립되었다.
파비아 대학교는 의학, 약학, 생물학·생명공학, 물리학, 화학, 수학, 지구학·환경학, 공학·건축학, 정보학과, 경제학, 법학, 정치학, 인문학, 음악학 등의 학과를 두고 있다. 대학교 캠퍼스는 16세기에 설립된 보로메오(Borromeo) 캠퍼스, 기슬리에리(Ghislieri) 캠퍼스로 나뉜다.
1361년 카렐 4세(Charles IV)의 승인을 받아 일반대학으로 설립되어 교회법과 민법, 철학, 의학, 인문학을 가르쳤다. 14세기 후반 밀라노를 통치했던 잔 갈레아초 비스콘티(Gian Galeazzo Visconti)가 교황 보니파티우스 9세(Boniface IX)로부터 심화 신학과정 개설을 공식 허가받는 등 대학규모를 확대하였다. 스페인 지배 기간 동안 대학교육이 정체되었으나 18세기 후반 합스부르크 왕가가 교육과 연구 프로그램 혁신을 주도하였다. 19세기부터 의학과 자연과학, 수학전공과정에 이름난 교수진이 대거 합류하여 대학이 크게 성장하였으며 19세기까지 밀라노공국의 유일학 대학교로 존재하였다. 
현재 전세계 400개 이상의 교육기관들과 파트너쉽을 맺고 있으며, 유럽 내 23개국 39개 대학으로 구성된 코임브라 그룹(Coimbra Group) 및 48개국 800개 이상 고등교육기관이 참여하는 유럽대학연합에 속해 있다.
2018년 기준으로 화학과 물리학, 법학, 생물·생체기술학, 도시공학건축학, 수학, 분자의학, 경제경영학, 음악·문화유산학 등 18개 학과가 있으며, 학부와 석사·박사 과정이 제공된다. 2018년 QS세계대학순위 과목별 랭킹에서 고전·고대사 분야가 35위에 올랐다.
파비아시 곳곳에 대학건물이 위치하고 있다. 교내에는 대학역사박물관을 비롯해 전기기술박물관, 자연사박물관, 고고학박물관, 카밀로 골지(Camillo Golgi)를 기념하기 위한 카밀로 골지 박물관 등 19개 박물관과 컬렉션이 있으며, 도서관은 35개가 있다. 기숙사 20개동이 있어 2천명 이상의 학생을 수용할 수 있다.
졸업생으로 르네상스 시대 수학자인 지롤라모 카르다노(Gerolamo Cardano)를 비롯해 1906년 노벨생리·의학상을 수상한 이탈리아의 해부학자이자 병리학자인 카밀로 골지, 1912년 결핵 치료를 위한 인공기흉술을 세계 최초로 개발한 카를로 포를라니니(Carlo Forlanini) 등을 배출하였다. 주요 교수진으로는 이탈리아 박물학자로 실험동물학의 원조라 불리는 라차로 스팔란차니(Lazzaro Spallanzani)와 이탈리아 물리학자이자 전기화학자로 '볼타의 전류'를 발명한 알레산드로 볼타(Alessandro Giuseppe Antonio Anastasio Volta), 이탈리아 시인이자 소설가 포스콜로(Ugo Foscolo), 이탈리아 시인이자 극작가 빈첸초 몬티(Vincenzo Monti), 이탈리아 화학자로 1963년 노벨화학상을 받은 줄리오 나타(Giulio Natta), 이탈리아 물리학자로 1984년 노벨물리학상을 수상한 카를로 루비아(Carlo Rubbia) 등이 있다. 
특이사항으로는 파비아 대학교가 주도하여 '황금 암브로시아 공화국' 을 건국한 적이 있다는 것이다. 이는 3년만에 무너지고 루도비코 스포르차의 밀라노 공국이 세워진다.

## 같이 보기
- 코임브라 그룹
- 유럽 대학 협회